# Stelling Minnis
Stelling Minnis est une localité du Royaume-Uni située dans le comté du Kent, district de Folkestone and Hythe.